# El mito de Aino
El mito de Aino (en finés: Aino-taru) es un tríptico de Akseli Gallen-Kalleli, siendo el primer cuadro de una serie inspirada en el poema épico nacional Kalevalą.

## Historia
Es el primer cuadro en el Gallen-Kalleli inspirado en los mitos del Kalevala. Es la historia de Aino, hermana de Joukahainen.
El poema trágico del Kalevala comienza con un concurso de canto entre el viejo y sabio Väinämöinen y el joven Joukahainen, del que Väinämöinen resulta vencedor. Después de haber perdido el duelo y amenazado de muerte, Joukahainen, en su desesperación, promete su hermana Aino a Väinämöinen en matrimonio a cambio de deshacer el hechizo. La madre de Aino adopta una actitud favorable hacia esta promesa, pero Aino rehúsa. En su desesperación, corre a la orilla del lago y se quita la ropa para ir a nadar con las criadas de Vellamo. Se sienta en una piedra, que se hunde y se ahoga. Sin embargo, no muere, y continúa su vida como una dama de la sirena Vellamo. Más tarde, Väinämöinen pesca a Aino transformada en perca (o salmón). Väinämöinen no reconoce a su novia muerta, escapa de la embarcación transformándose en mujer, burlándose del viejo.
Gallen-Kallela pintó dos versiones de la imagen – la primera durante su estancia en París en 1889 (versión que hay en la colección del Banco de Finlandia) y la segunda para el senado, después de regresar de Carelia, en 1891 (el trabajo se encuentra en la colección del museo de arte Ateneum). Gallen-Kallel también realizó los marcos de ambos trípticos. El primero está adornado con esvásticas doradas en fondo oscuro (antes de que fuera adoptado por los nazis, era símbolo de eternidad y de felicidad) y el segundo contiene decoraciones típicas de Carelia y extractos textuales del Kalevala.
El modelo de la forma de Aino desde 1891 fue la esposa del pintor, Mary Helena Slöör (Mary Gallen-Kallela), y para Väinämöinen fue Rimmi Uljaska de Carelia, donde el artista con su esposa pasaban su luna de miel y donde Gallen-Kallela comenzó a dibujar la imagen. Terminó el trabajo tras regresar a Helsinki y allí posó para él en forma de Väinämöinen al lado de su mujer. Además, Mary cosió todos los trajes para los modelos.
El mito de Aino de 1891 fue mostrado un año más tarde en el Salón de París, pero no fue muy bien recibido.

## Descripción
La imagen se divide en tres partes. En el flanco izquierdo se abre la escena del primer encuentro entre Aino y Väinämöinen. A la derecha se ve a Aino, antes de zambullirse al agua, sentada sobre una roca, para evitar el matrimonio con Väinämöinen . En la parte central se muestran la huida de Aino del bote de Väinämöinen .